# Sumpf-Wolfsmilch
Die Sumpf-Wolfsmilch (Euphorbia palustris) ist eine Pflanzenart aus der Gattung Wolfsmilch (Euphorbia) innerhalb der Familie der Wolfsmilchgewächse (Euphorbiaceae). Ihr Verbreitungsgebiet erstreckt sich von Europa nach Asien bis ins südöstliche Sibirien und ins Altaigebirge. Sie wächst entlang von Flussufern, an Altwassern und Seen. Sie gedeiht auch an salzhaltigen Standorten wie Salzwiesen oder Meeresküsten.  

## Beschreibung

### Allgemeine Merkmale
Die Sumpf-Wolfsmilch ist eine ausdauernde, krautige Pflanze, die Wuchshöhen von 0,5 bis zu 1,5 Metern erreicht. Sie besitzt einen kräftigen Habitus. Als Speicher- und Überdauerungsorgan dient ein dick-walzliches, mehrköpfiges, verzweigtes und reich bewurzeltes Pleiokorm-Rhizom. Das Wurzelsystem der Sumpf-Wolfsmilch weist im Lauf seiner Entwicklung einige Besonderheiten auf. In den ersten zwei Jahren bildet sich aus der Hauptwurzel und dem Hypokotyl eine ausdauernde Rübe als Speicherorgan aus. In diesem Stadium wird die Spezies hinsichtlich ihrer Lebensform als Rüben-Geophyt eingestuft. Ab dem dritten Jahr verzweigt sich die Rübe, wobei ein zentrales Rhizom bestehen bleibt, das mit zunehmendem Alter der Pflanze anwächst und auch verholzt. Grundständige Abschnitte der gebildeten Verzweigungen wachsen weiter und bilden in der Folge Achselknospen aus, über die die Innovation erfolgt. Bei diesen Verzweigungen handelt es sich um Sprossachsen mit adventiver Bewurzelung. Diese Merkmale sprechen für ein Pleiokorm-System als Speicherorgan, das u. a. durch die Möglichkeit sprossbürtiger Bewurzelung charakterisiert ist, jedoch nicht zur Bildung selbständiger Teilpflanzen führt. Da die Sumpf-Wolfsmilch auch zur vegetativen Vermehrung über Ausläufer in der Lage ist, wird das Speicherorgan als Übergangsform zwischen Pleiokorm und Rhizom eingestuft. Nach Hegi können weitkriechende Ausläufer die vegetative Vermehrung sicherstellen. Allerdings deuten neuere Untersuchungen darauf hin, dass eine erfolgreiche Ausbreitung zum großen Teil über Samen erfolgt, der gegenüber die vegetative Vermehrung durch Ausläufer zu vernachlässigen ist, und dass nur kurze Ausläufer gebildet werden.
Wie alle Arten der Gattung Wolfsmilch führt auch Euphorbia palustris Milchsaft, welcher u. a. Ester des 20-Desoxyingenol enthält. Er wird hinsichtlich der ätzenden und hautirritierenden Wirkung im Vergleich zu anderen Arten der Gattung als relativ mild eingeschätzt. Sehr wahrscheinlich bildet er eine Schutzfunktion gegenüber Schnecken, pflanzenfressenden Insekten und Weidetieren.

### Vegetative Merkmale
Die im oberen Bereich verzweigte Sprossachse wächst aufrecht. Sie ist innen hohl und bis 15 mm dick. Eine Behaarung wird nicht ausgebildet. Insgesamt ist sie schwach bläulich bereift, am Grund oft rot überlaufen. Im Herbst wandelt sich die rötliche Farbgebung zu einem Purpurrot. Junge Pflanzen können aus nur einem Spross bestehen, ältere können bis zu 120 Sprosse ausbilden. Die bläulichgrünen, sitzenden und kahlen Laubblätter besitzen keine Nebenblätter. Entlang der Sprossachse und der Seitenzweige sind sie in wechselständiger Blattstellung angeordnet. Die Blattoberfläche ist wasserabstoßend. An der Sprossachse befindliche Blätter entwickeln eine durchschnittliche Länge von 9,2 und eine Breite von zwei Zentimetern. Im mittleren Sprossachsenbereich sind sie 4–8 Zentimeter lang. Die kleineren Blätter der Seitenzweige weisen eine durchschnittliche Länge von 4,6 Zentimetern mit einer durchschnittlichen Breite von 1,2 Zentimetern auf.
Die Blattform variiert von lanzettlich bis länglich-lanzettlich, wobei das Blatt beidseitig verschmälert ist. Die Blattspitze kann stumpf oder spitzlich ausgeprägt sein. Der Blattrand ist meist ganzrandig. Der Bereich der Blattspitze ist bisweilen klein und entfernt gesägt. Auffällig ist die rote Färbung der Laubblätter im Herbst.

### Generative Merkmale
Die Blüten der Sumpf-Wolfsmilch sind in komplexen Blütenständen organisiert. Die Einzelblüten sind in – für die Arten der Gattung Wolfsmilch typischen – Cyathien angeordnet. Diese vereinigen sich zu einem Pleiochasium, einer doldenförmigen Thyrse. Manche Autoren interpretieren das Cyathium selbst als Thyrse und den Gesamtblütenstand als zusammengesetzte Thyrse. Der Gesamtblütenstand besteht aus durchschnittlich 12 Hauptblütenstandsstrahlen, die sich zuerst drei- bis fünffach, und danach dreifach gabeln, wobei jeder Endzweig mit einem terminalen Cyathium abschließt. Er wird von seitlichen, nicht blühenden Zweigen gewöhnlich um mehrere Zentimeter überragt. An der Basis jedes Hauptstrahls befinden sich zwei bis vier eiförmig-rundliche, stumpfe, gelbliche Hüllblätter. Das Cyathium ist von zwei gelben, verkehrt-eiförmigen Hüllblättern, die manche Autoren auch als Hüllchen bezeichnen, ummantelt.,,
Der 3,5 bis 4 Millimeter lange Hüllbecher des Cyathiums wird aus fünf miteinander verwachsenen Hochblättern gebildet., An dessen Rand befinden sich gewöhnlich vier extraflorale ovale und wachsgelbe Nektardrüsen, die keine Hörnchen aufweisen. Das Cyathium enthält nur eingeschlechtliche Blüten, die zudem keine Blütenhülle besitzen. Im Zentrum befindet sich die weibliche Blüte, die aus einem oberständigen, dreifächrigen, gestielten Fruchtknoten besteht. Er geht in drei, an der Basis verbundene, sonst freie Griffel mit je zwei Narben über. Die männlichen Blüten sind in fünf Gruppen zu drei bis sechs um die weibliche Blüte gruppiert. Sie bestehen aus einem einzigen gestielten Staubblatt mit zwei Antheren. Die Blütezeit reicht von Mai bis Juni.
Als Frucht wird eine aufrechte, dreifächrige Kapsel gebildet, wobei jedes Fach einen Samen enthält. Sie ist rundlich geformt, 5 bis 6 Millimeter lang und breit und mit kurzen Warzen reichlich besetzt. Die grau-braun-schwarzen, eiförmig bis rundlichen Samen sind glatt strukturiert. Ihre Oberfläche ist leicht glänzend. Sie besitzen ein bleiches, erhabenes Elaiosom von 1 mal 1,3 Millimeter.
Die Chromosomenzahl beträgt 2n = 20.

## Ökologie
Die Sumpf-Wolfsmilch gilt hinsichtlich ihrer Lebensform als langlebiger Hemikryptophyt, der mehrere Jahrzehnte alt werden kann. In den ersten zwei Jahren entspricht die Lebensform der eines Geophyten, die sich unter bestimmten Umständen gelegentlich bei älteren Pflanzen finden kann. So zeigten Untersuchungen, dass bei Teilung des Rhizoms wiedereingepflanzte Teilstücke erneut zu treiben begannen.
Die Sumpf-Wolfsmilch wird von Insekten bestäubt. Als typische Bestäuber treten Fliegen, Schwebfliegen, Ameisen, Käfer und Bienen mit mittellanger Glossa auf, wobei Fliegen als Hauptbestäuber gelten. Die Insekten werden von den auffälligen, gelben Nektardrüsen sowie den Hüllblättern des Blütenstandes angelockt. Untersuchungen weisen darauf hin, dass die Sumpf-Wolfsmilch ausgeprägt selbst-inkompatibel ist, also auf Fremdbestäubung als Basis von erfolgreichem Fruchtansatz zwingend angewiesen ist.
Bei Fruchtreife trocknen die Kapseln aus und platzen schließlich auf, wobei sie in drei zweiklappig aufspringende Teilfrüchtchen, sogenannte Kokken, zerfallen.  Die Samen können hierbei einige Meter weit geschleudert werden (Selbstausbreitung). Ameisen, die von dem an den Samen befindlichem Eleiosom angelockt werden, können die weitere Ausbreitung übernehmen. Die Samen enthalten Aerenchym, ein Durchlüftungsgewebe, das sie zum Schwimmen auf Wasser befähigt. Aufgrund ihres Standorts entlang von Flüssen scheint so eine Fernausbreitung über Wasser möglich. Untersuchungen zeigten, dass keimfähige Samen ihre Schwimmfähigkeit eine (50 %) bis mehr als 7 Wochen (30 %) behielten.

## Vorkommen und Schutz
Das natürliche Verbreitungsgebiet von Euphorbia palustris erstreckt sich von Europa nach Asien bis ins südöstliche Sibirien, ins Altaigebirge und bis ins nordwestliche China.
Die Sumpf-Wolfsmilch ist eine der wenigen Wolfsmilch-Arten, die auch auf sehr nassen Böden wachsen können. Als typische Stromtalpflanze kommt sie entlang von Flussufern, an Altwassern und Seen vor. Zu ihren Habitaten zählen wechselnasse, periodisch überflutete Hochstaudenfluren, Moorwiesen, Gräben und lückige Röhrichte. Sie gedeiht auch an salzhaltigen Standorten wie Salzwiesen oder Meeresküsten.
Die ökologischen Zeigerwerte nach Landolt et al. 2010 sind in der Schweiz: Feuchtezahl F = 4+w+ (nass aber stark wechselnd), Lichtzahl L = 3 (halbschattig), Reaktionszahl R = 4 (neutral bis basisch), Temperaturzahl T = 4+ (warm-kollin), Nährstoffzahl N = 3 (mäßig nährstoffarm bis mäßig nährstoffreich), Kontinentalitätszahl K = 2 (subozeanisch), Salztoleranz 1 = tolerant.
Als sumpfliebende Pflanze war sie früher in Mitteleuropa entlang aller größeren Flusstäler wie Donau, Elbe und Rhein sehr häufig zu finden. Ihre dortige Verbreitung ist jedoch durch Ausbauten und landwirtschaftliche Nutzung sehr stark zurückgegangen. Die Populationen sind meist auf Flussbänke, aufgelassene Wiesen und Randbereiche von Weidengebüschen beschränkt. Aufgrund fehlender natürlicher Flussdynamik bleiben periodische Überflutungen meist aus.
Als salzertragende Pflanze (Zeigerwert nach Ellenberg für Salzzahl=1) kann die Sumpf-Wolfsmilch bei niedrigen bis mäßigen Salzexpositionen gedeihen. In Südskandinavien finden sich Vorkommen vor allem an den Küsten von Nord- und Ostsee. In Ungarn wächst sie in Salzwiesen des Binnenlandes, in Italien im Uferbereich des Brackwasser-Sees Lago di Burano.
In Österreich tritt die Sumpf-Wolfsmilch in Auwäldern und in nassen, nährstoffreichen Wiesen und Röhrichten in den Bundesländern Wien, Niederösterreich, dem Burgenland und Oberösterreich selten auf.
Sie gilt in Mitteleuropa als Charakterart der Assoziation Ehrenpreis-Sumpf-Wolfsmilch-Gesellschaft (Veronico longifoliae-Euphorbietum palustris Korneck 1963).  Diese Assoziation charakterisiert Vorkommen in Flusstälern, die hauptsächlich durch hochwachsende Pflanzen wie die namensgebende Sumpf-Wolfsmilch und den Langblättrigen Ehrenpreis geprägt sind.
Die synsystematische Stellung der Assoziation ist umstritten. Sie wird z. B. von manchen Autoren dem Verband Bachuferfluren, Mädesüß-Uferfluren, nasse Hochstaudenfluren (Filipendulion ulmariae Segal ex Westhoff et Den Held 1969) in der Ordnung Feucht-, Naß- und Streuwiesen (Molinietalia), von anderen dem Verband Nitrophytische Ufer-Staudenfluren der größeren Flüsse und Ströme (Senecionion fluviatilis Tx. ex Moor 1958) zugeordnet. Die Pflanze kommt aber auch in Gesellschaften des Verbands Magnocaricion vor.
Die Sumpf-Wolfsmilch gilt in Österreich als stark gefährdet und ist im nördlichen Alpenvorland vom Aussterben bedroht.
Gemäß Bundesartenschutzverordnung ist die Sumpf-Wolfsmilch in Deutschland unter besonderen Schutz gestellt. Die Rote Liste gefährdeter Arten des Bundesamtes für Naturschutz bewertete 1996 diese Art als „gefährdet“ (3).

## Systematik
Die Erstveröffentlichung von Euphorbia palustris erfolgte 1753 durch Carl von Linné in Species Plantarum. Innerhalb der Gattung Euphorbia (Wolfsmilch) gehört Euphorbia palustris zur Untergattung Esula Pers. Diese umfasst etwa 500 Arten, die im Wesentlichen eine eurasische Verbreitung haben. Innerhalb der Untergattung Esula (bereits im Mittelalter für Wolfsmilcharten gebraucht und insbesondere als esula maior, „Große Esula“ (in mittelhochdeutscher Zeit auch „Große Wolfsmilch“ genannt), für die Sumpf-Wolfsmilch) wird Euphorbia palustris der Sektion Tulocarpa (Raf.) Prokh. zugeordnet, in die hoch gewachsene, ausdauernde Arten und kleine Sträucher mit mehrheitlich eurasischer Verbreitung in der meridionalen und gemäßigten Zone einbezogen sind. In dieser Sektion gehört Euphorbia palustris der Untersektion Lutescentes Prokh. an.

## Verwendung
Die Sumpf-Wolfsmilch wird gelegentlich als Zierpflanze, insbesondere an Teichrändern verwendet. Sie bevorzugt halbschattige bis sonnige Lagen.